# Осцилопсија
Осцилопсија је поремећај вида у коме се чини да објекти у видном пољу осцилирају. Озбиљност ефекта може да варира од благог замућења до брзог и периодичног скакања. Осцилопсија је онеспособљавајуће стање које доживљавају многи пацијенти са неуролошким поремећајима.  То може бити резултат очне нестабилности која се јавља након што је окуломоторни систем погођен, који више не држи слике стабилне на мрежњачи. Промена величине вестибуло-окуларног рефлекса услед вестибуларне болести такође може довести до осцилопсије током брзих покрета главе. Осцилопсија такође може бити узрокована невољним покретима очију као што је нистагмус или поремећена координација у визуелном кортексу (нарочито због токсина) и један је од симптома синдрома супериорног дехисценције канала. Они који су погођени могу искусити вртоглавицу и мучнину. Осцилопсија се такође може користити као квантитативни тест за документовање токсичности аминогликозида. Трајна осцилопсија може настати услед оштећења очног система који служи за одржавање очне стабилности. Пароксизмална осцилопсија може бити последица абнормалне хиперактивности у периферном очном или вестибуларном систему.